# 卡爾薩達區
6°01′58″S 77°04′35″W / 6.0328°S 77.0764°W
卡爾薩達區（西班牙語：Distrito de Calzada），是秘魯的一個區，位於該國中北部聖馬丁大區的莫約班巴省，始建於1857年1月2日，面積95.4平方公里，海拔高度860米，2005年人口4,371，人口密度每平方公里46人。